# Bureaustoel

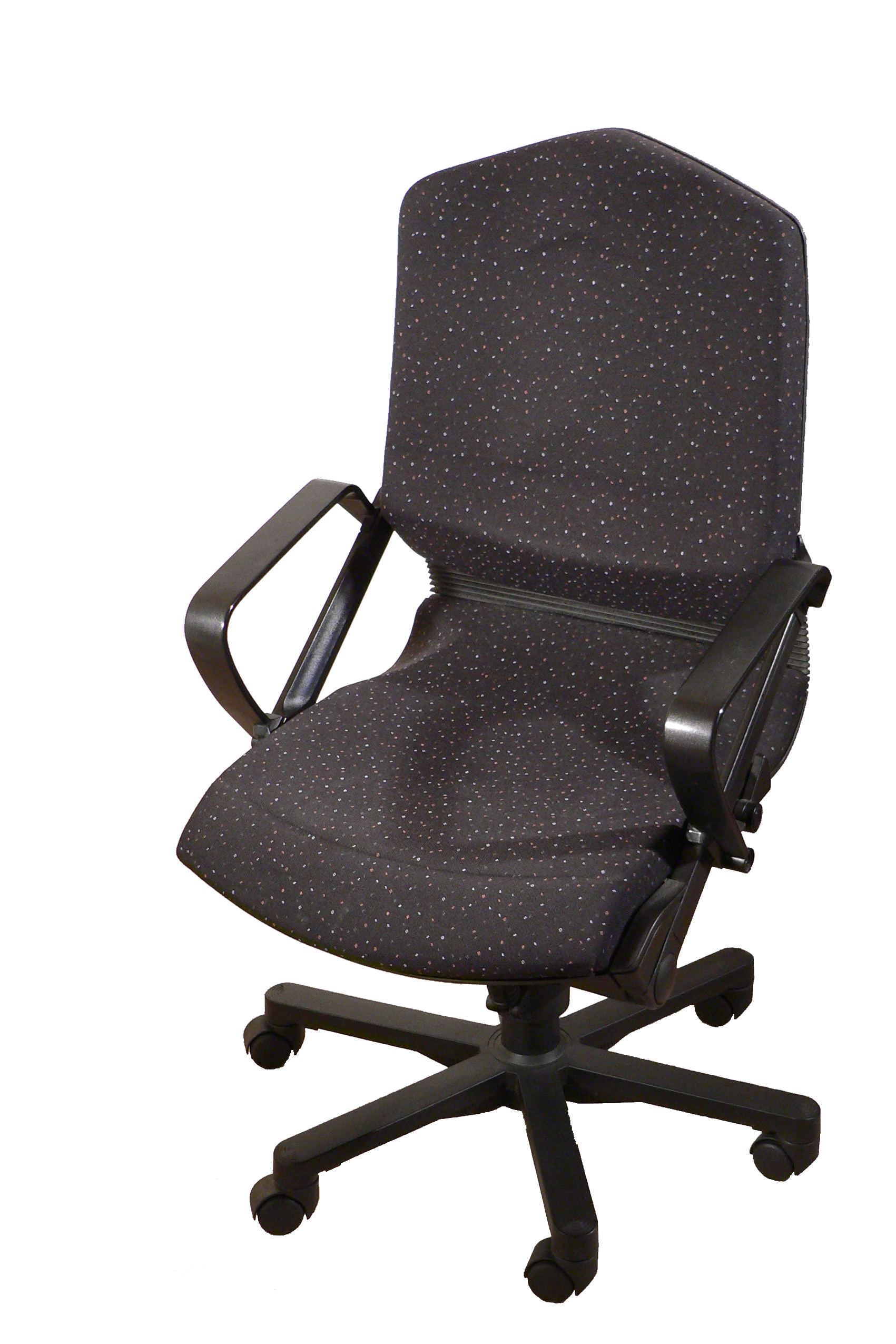
Bureaustoel

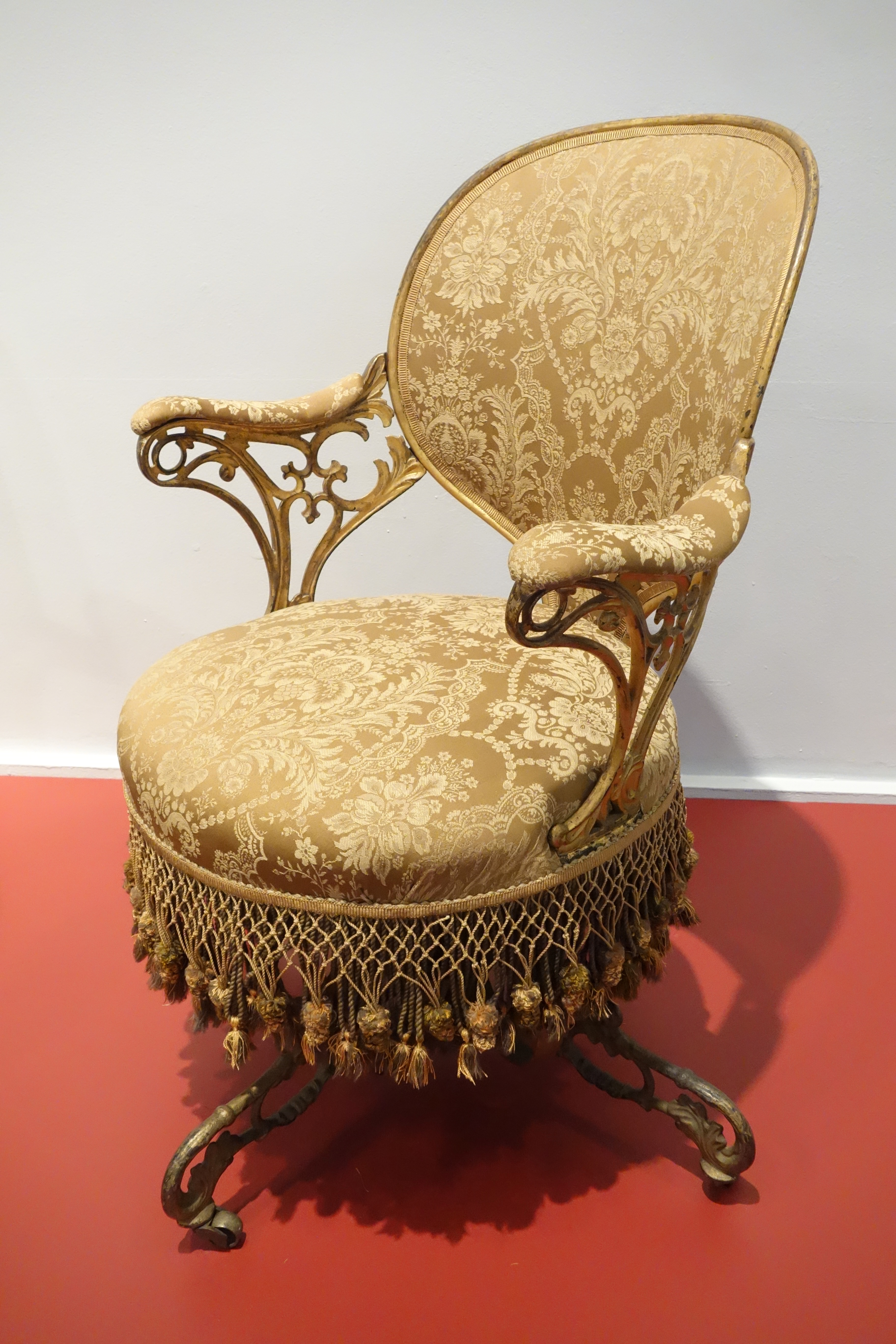
De Centripetal Spring Chair in het Brooklyn Museum te New York

Een bureaustoel is een stoel die is ontworpen om op een werkplek in een kantooromgeving te worden gebruikt aan een bureau. In de regel heeft een bureaustoel een poot die onderaan uitloopt op vier of vijf kleine horizontale pootjes met wieltjes eraan. Sommige modellen hebben armsteunen. Een bureaustoel kan meestal draaien, in hoogte versteld worden en rijden. Ergonomisch ingerichte modellen zijn zo in te stellen dat ze een optimale en gezonde werkhouding mogelijk maken. Meestal is een bureaustoel bekleed met kussens van textiel of kunstleer. Bij duurdere modellen kan dat ook echt leer zijn.

## Geschiedenis
De draaibare stoel werd uitgevonden in 1776 door Thomas Jefferson, zijn stoel kon om een as bewegen maar had geen wieltjes. Charles Darwin was de eerste die, net na zijn De reis van de Beagle, wieltjes onder zijn stoel plaatste. Met deze toevoeging kon hij sneller zijn werkkamer door om zaken te bestuderen. Darwin is voor zover bekend de eerste die met een verrijdbare stoel experimenteerde en zo bijdroeg aan de ontwikkeling van de bureaustoel.
In 1849 kwam in de Verenigde Staten de Centripetal Spring Chair op de markt. Dit was de eerste speciaal ontworpen bureaustoel. Het meubelstuk bestond uit een frame van gietijzer en had bijna dezelfde onderdelen als een moderne bureaustoel. Hij had wieltjes, kruisvoet, zitvlak, rugleuning, armsteunen en een hoofdsteun. Een gasveer om de hoogte in te stellen ontbrak, want die techniek bestond nog niet.
Sinds het op de markt komen van de bureaustoel is deze steeds verder ontwikkeld. Design, ergonomie en de NEN-EN 1335 en NPR 1813 normen waren daarbij belangrijk.

## Normering
Een bureaustoel is een van de basishulpmiddelen bij het werken op kantoor. Langdurig zittend werk kan leiden tot lichamelijke klachten, onder andere met betrekking tot rug, schouders en nek. Voor kantoormeubilair zijn daarom normen gesteld; de belangrijkste is de Europese Norm 1335, waarin veiligheid en maatvoering worden voorgeschreven. Specifiek voor Nederland is de NPR 1813 opgesteld, met daarin aanvullend advies op het gebied van maatvoering. Echter blijkt dat dit geen garantie hoeft te zien tot gebruikerstevredenheid van de stoel{bron}. Binnen Europa wordt ook de Britse norm BS 5459 nog gebruikt en buiten Europa is de Amerikaanse Ansi Bifma-norm een belangrijke standaard. Beide laatstgenoemde gaan hoofdzakelijk over veiligheid.

## Varia
Er bestaat ook een wereldkampioenschap bureaustoelracen. De deelnemers moeten daarbij zo snel mogelijk een hindernissenparcours afleggen.
1. ↑  "Wereldkampioenschap bureaustoelracen: overeind blijven is de kunst", deredactie.be, 1 juli 2017. Geraadpleegd op 17 augustus 2017.